# Culicoides santonicus
Culicoides santonicus är en tvåvingeart som beskrevs av Callot, Kremer, Rault och Bach 1966. Culicoides santonicus ingår i släktet Culicoides och familjen svidknott. Inga underarter finns listade i Catalogue of Life.